# Grottes de Nok
 (avril 2025).
La mise en forme du texte ne suit pas les recommandations de Wikipédia : il faut le « wikifier ».
Les points d'amélioration suivants sont les cas les plus fréquents. Le détail des points à revoir est peut-être précisé sur la page de discussion.
- Les titres sont pré-formatés par le logiciel. Ils ne sont ni en capitales, ni en gras.
- Le texte ne doit pas être écrit en capitales (les noms de famille non plus), ni en gras, ni en italique, ni en « petit »…
- Le gras n'est utilisé que pour surligner le titre de l'article dans l'introduction, une seule fois.
- L'italique est rarement utilisé : mots en langue étrangère, titres d'œuvres, noms de bateaux, etc.
- Les citations ne sont pas en italique mais en corps de texte normal. Elles sont entourées par des guillemets français : « et ».
- Les listes à puces sont à éviter, des paragraphes rédigés étant largement préférés. Les tableaux sont à réserver à la présentation de données structurées (résultats, etc.).
- Les appels de note de bas de page (petits chiffres en exposant, introduits par l'outil «  Source ») sont à placer entre la fin de phrase et le point final[comme ça].
- Les liens internes (vers d'autres articles de Wikipédia) sont à choisir avec parcimonie. Créez des liens vers des articles approfondissant le sujet. Les termes génériques sans rapport avec le sujet sont à éviter, ainsi que les répétitions de liens vers un même terme.
- Les liens externes sont à placer uniquement dans une section « Liens externes », à la fin de l'article. Ces liens sont à choisir avec parcimonie suivant les règles définies. Si un lien sert de source à l'article, son insertion dans le texte est à faire par les notes de bas de page.
- La présentation des références doit suivre les conventions bibliographiques. Il est recommandé d'utiliser les modèles {{Ouvrage}}, {{Chapitre}}, {{Article}}, {{Lien web}} et/ou {{Bibliographie}}. Le mode d'édition visuel peut mettre en forme automatiquement les références.
- Insérer une infobox (cadre d'informations à droite) n'est pas obligatoire pour parachever la mise en page.

Pour une aide détaillée, merci de consulter Aide:Wikification.
Si vous pensez que ces points ont été résolus, vous pouvez retirer ce bandeau et améliorer la mise en forme d'un autre article.
Les grottes de Nok sont situées dans la partie septentrionale du Togo
Ces cavités à flanc de falaises, à 437 mètres d'altitude et orientées au Nord, surplombent les savanes qui s'étendent du Nord du Togo au Burkina-Fasso. Elles accueillent 134 greniers maçonnés en terre et ont servi de refuge aux populations locales face aux incursions armées ennemies du 17ième au 19ième siècle.
Il existe très peu de publications à propos de ce site auquel aucun travail de recherche scientifique significatif n'a encore été consacré. Un chantier modeste de restauration des greniers en argile des Grottes de Nok, subventionné par le Fonds national de promotion culturelle (FNPC) du ministère de la Culture et du Tourisme togolais à hauteur de 500 000 CFA (environ 800 euros) a été entamé en juillet 2024.

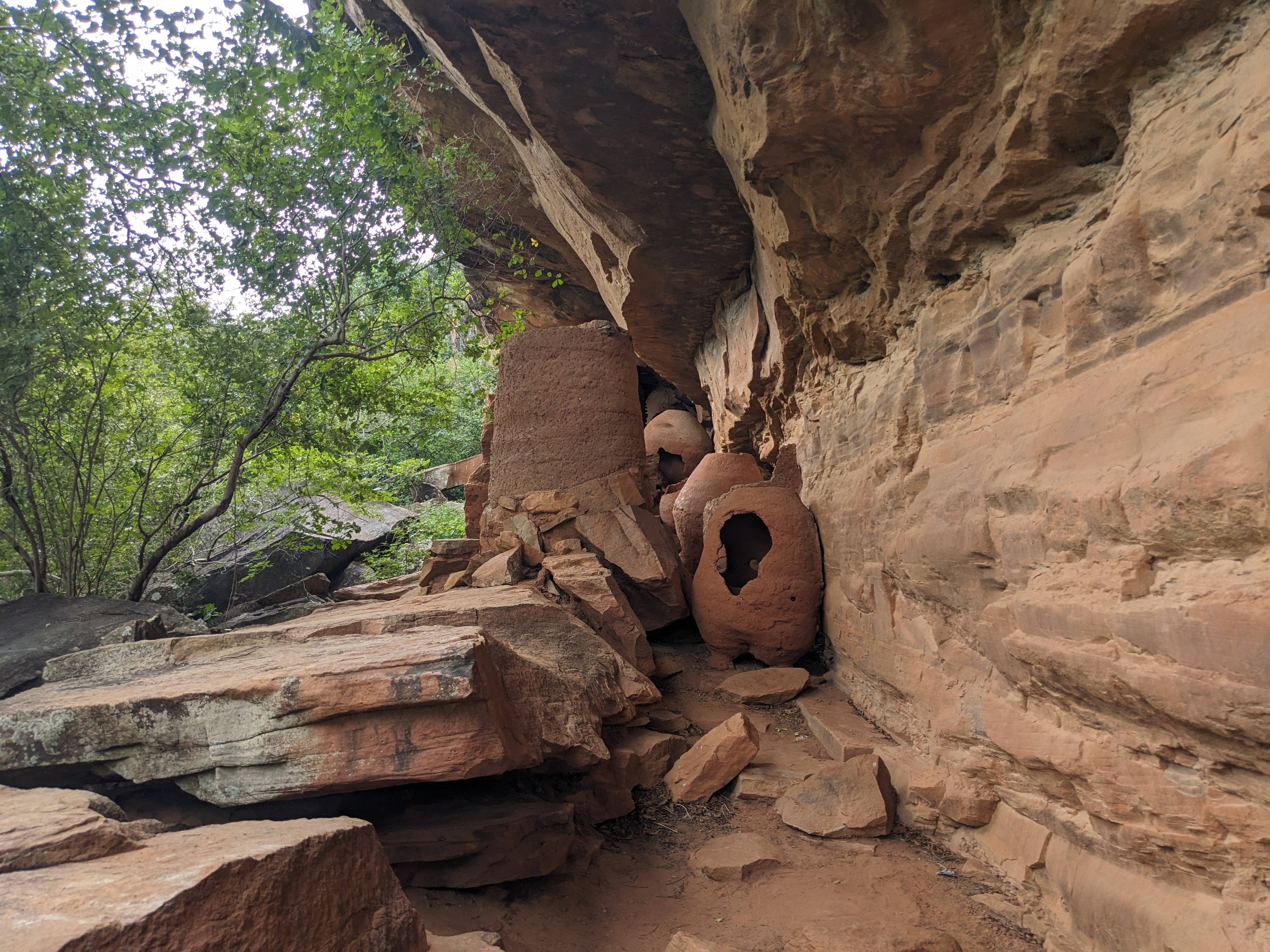

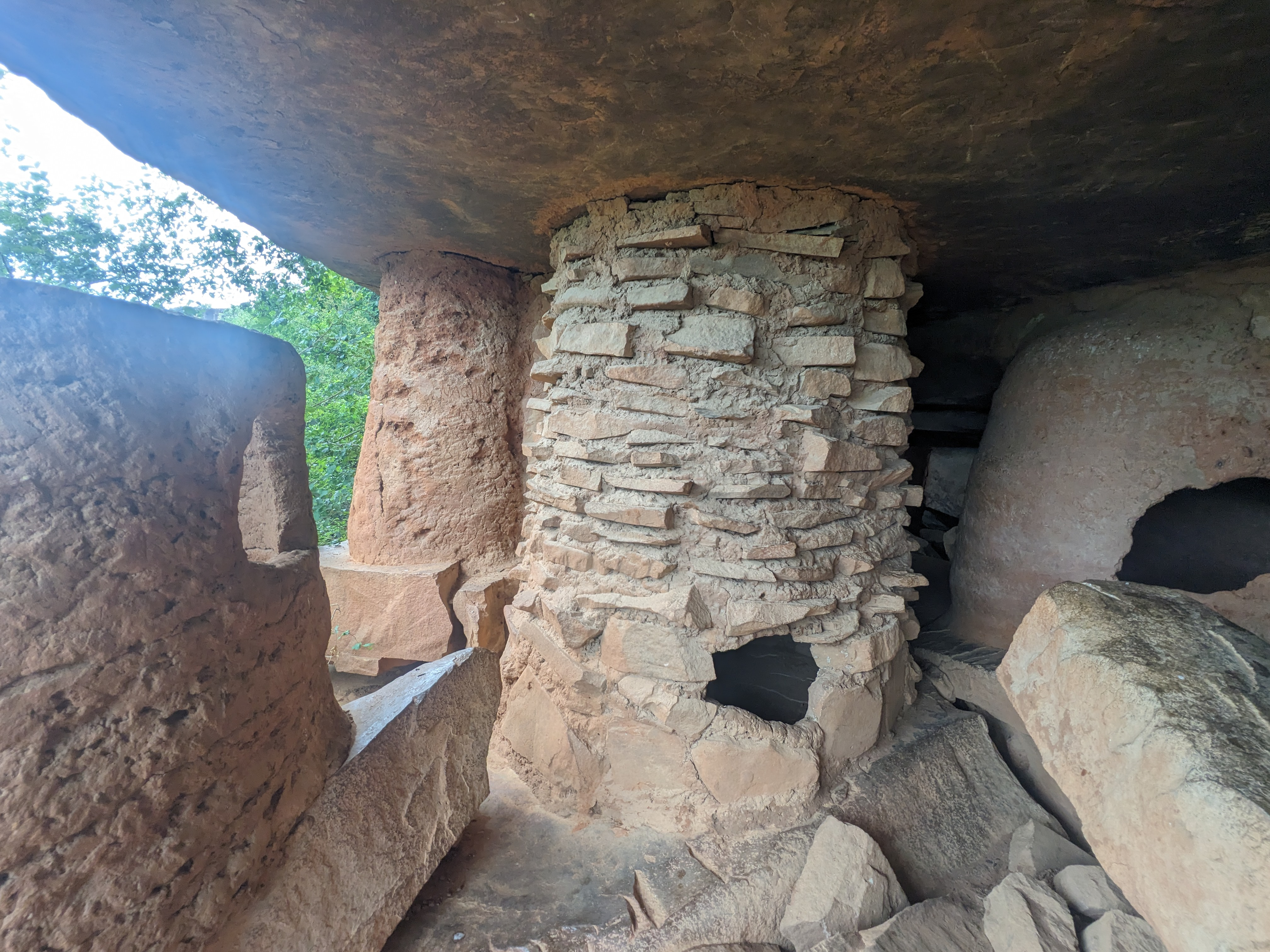

Le site des Grottes de Nok est candidat à la nomination au patrimoine mondial de l'UNESCO.

## Situation géographique et géologique
Les Grottes de Nok sont à 33 kilomètres de Dapaong, sur la commune de Nano, dans la préfecture de Tandjouaré dans la Région des Savanes. (10° 40' 16" Nord et 0° 8' 29" Est).
A 437 mètres d'altitude, elles sont accessibles par le haut des falaises puisque situées à environ trente mètres en-dessous du sommet. Le massif de Boumbouaka qui abrite ces falaises de grès du Protérozoïque repose sur un scole cristallin de l'époque du Birrimien (nom du Précambrien en Afrique de l'Ouest).

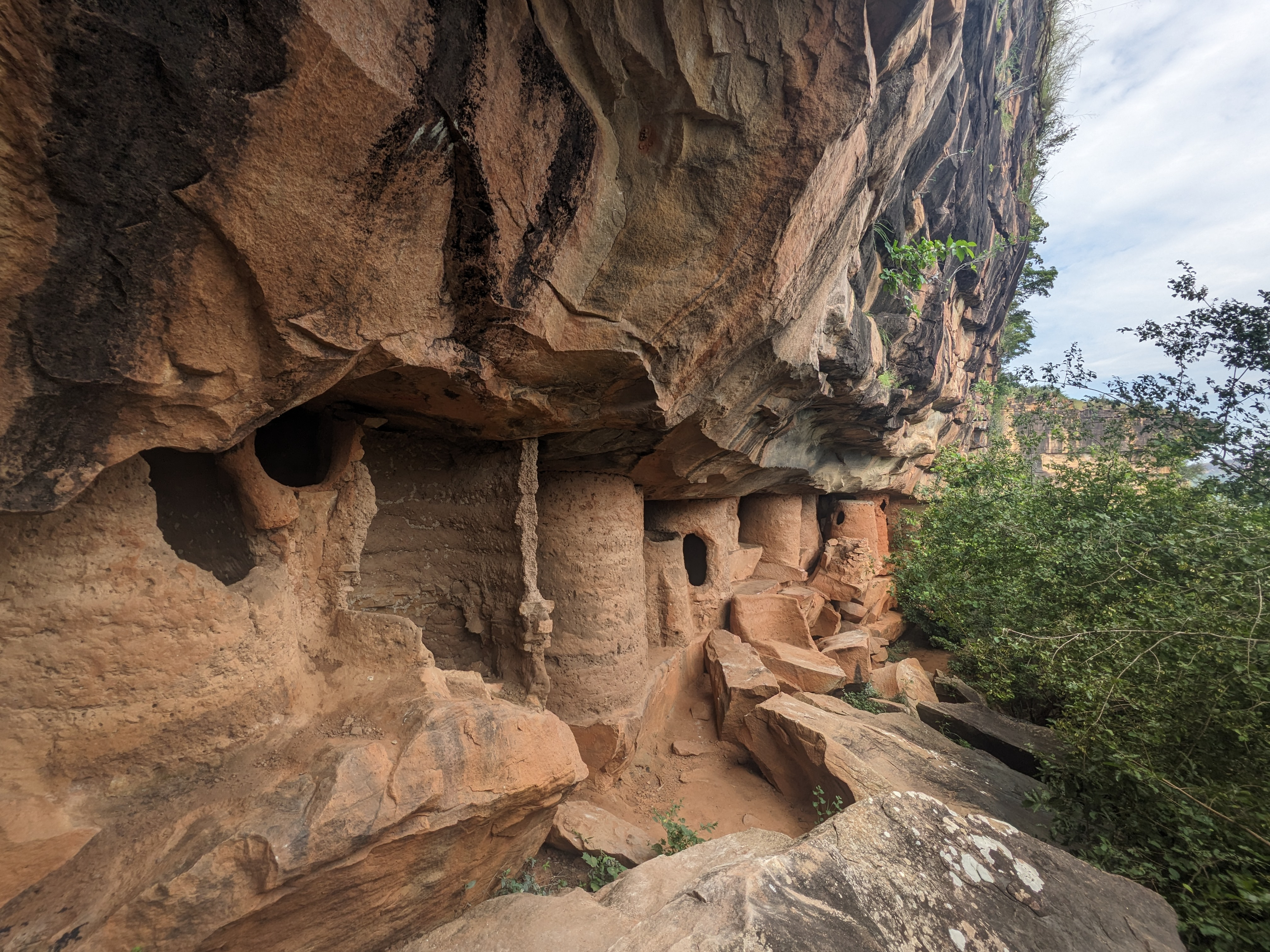

## Histoire
L'aménagement et l'occupation de ces cavités par les populations locales à partir du 17ième siècle a été la conséquence de la longue période d'insécurité provoquée par les guerres et par les razzias menées par les royaumes Dagomba, Gourma et Anoufom, notamment pour le commerce négrier.
Les grottes ont été également servis de refuge durant les  conflits au sein du royaume Gurmantché de Nung (actuel Burkina Faso) qui ont provoqué la fuite de nombreux habitants vers la région des Savanes.

## Les greniers
Les grottes de Nok abritent 134 greniers construits en argile, en pierre et en paille dans lesquels les habitants entreposaient céréales, armes de guerre et objets de culte. Ces greniers de forme cylindrique, semi sphérique ou oblongue et ouverts dans leur partie supérieure mesurent entre deux mètres et deux mètres et demi de haut pour un diamètre qui peut atteindre trois mètres.
Les vivres qui y étaient entreposés et la présence de sources d'eau potable permettaient aux villageois d'y vivre en autarcie durant plusieurs semaines.
Du 17ième au 19ième siècle, les habitants atteignaient les grottes du sommet des falaises à l'aide de lianes. Depuis les années 2000, une échelle et une passerelle en métal financées par une ONG norvégienne permettent un accès plus aisé aux visiteurs.

## Soumission à la nomination au patrimoine mondial de l'UNESCO
La délégation permanente du Togo auprès de l'UNESCO a soumis la candidature du site des Grottes de Nok à la nomination au patrimoine mondial de l'UNESCO le 16 décembre 2021. A ce jour, le Togo ne compte qu'un site ainsi distingué par l'UNESCO : le paysage du Koutammakou, pays des Batammariba.